# Lourenswalsita
La lourenswalsita és un mineral de la classe dels silicats. Rep el seu nom del Dr. Lourens Wals, col·leccionista de minerals de Turnhout, Bèlgica.

## Característiques
La lourenswalsita és un silicat de fórmula química (K,Ba)₂(Ti,Mg,Ca,Fe)₄(Si,Al,Fe)₆O14(OH)₁₂. Cristal·litza en el sistema hexagonal. Es troba en forma de flocs hexagonals molt prims, els quals formen rosetes.
Segons la classificació de Nickel-Strunz, la lourenswalsita pertany a «09.EJ - Fil·losilicats sense classificar» juntament amb la middendorfita.

## Formació i jaciments
Va ser descoberta l'any 1987 a la pedrera Diamond Jo, a Magnet Cove, al Comtat de Hot Spring (Arkansas, Estats Units), l'únic indret on ha estat trobada, i a on sol trobar-se associada a altres minerals com: labuntsovita, delindeïta, pectolita, barita, piroxens, titanita, esfalerita i feldespat.